# In loco parentis
In loco parentis è una locuzione latina, che in quella lingua sta per "al posto di un genitore" e si riferisce alla responsabilità legale di una persona o di un'organizzazione d'intraprendere alcune delle funzioni e delle responsabilità di un genitore. Le corti americane soprattutto applicano la dottrina dell'in loco parentis agli istituti scolastici. Derivata in origine dalla common law britannica, è stata applicata su vasta scala nelle istituzioni a salvaguardia degli interessi degli allievi, in taluni casi eccedendo fino a sfociare in palesi violazioni delle libertà civili degli allievi stessi.